# Карамырза (Северо-Казахстанская область)
Карамырза (каз. Қарамырза) — упразднённое село в Уалихановском районе Северо-Казахстанской области Казахстана. Входило в состав Коктерекского сельского округа. Исключено из учётных данных в 2024 году.
Код КАТО — 596437200.

## География
Расположено около озера Силетитениз.

## Население
В 1999 году население села составляло 166 человек (81 мужчина и 85 женщин). По данным переписи 2009 года, в селе проживало 85 человек (41 мужчина и 44 женщины).

## Известные жители и уроженцы
- Оразалин, Кибадат Оразалинович (род. 1929) — Герой Социалистического Труда.